# Ordine di Ojaswi Rajanya
L'Ordine di Ojaswi Rajanya (Ordine del Sovrano Benevolo) è un ordine cavalleresco del Nepal.

## Storia
L'Ordine di Ojaswi Rajanya (in nepalese Ojaswi Rajanyako Manapadvi) venne fondato dal re Tribhuvan del Nepal il 14 maggio 1934 con l'intento di ricompensare quanti si fossero distinti a favore dello stato o della corona nepalese.
L'ordine constava unicamente della classe di Cavaliere e data la sua natura, l'ordine può anche essere concesso dal Re del Nepal ad altri sovrani o capi di Stato stranieri in segno di amicizia.

## Classi
L'Ordine dispone dell'unica classe di Membro.

## Insegne
- La medaglia dell'ordine consiste in un tondo raggiante smaltato di bianco e d'arancio avente al centro un medaglione smaltato di bianco riportante due spade all'orientale incrociate tra loro. Attorno al medaglione si trova un anello smaltato di arancio con inciso in oro il nome dell'ordine in lingua nepalese. Sopra le due spade, sporgente a bassorilievo, si trova un sole con volto sotto il quale si trova una mezzaluna.
- La stella dell'ordine riprende le medesime decorazioni della medaglia che però sono realizzate in oro e pietre preziose, montate su una stella fiammeggiante in argento.
- Il nastro è arancio con una striscia bianca per parte.

## Fonti
- Ordini cavallereschi del Nepal (in inglese), su royalark.net.
- Immagini dell'Ordine, su medals.org.uk.